# Grylloclonia grylloides
Grylloclonia grylloides är en insektsart som beskrevs av Oliver Zompro 2004. Grylloclonia grylloides ingår i släktet Grylloclonia och familjen Pseudophasmatidae. Inga underarter finns listade i Catalogue of Life.